# Lambertia fairallii
Lambertia fairallii är en tvåhjärtbladig växtart som beskrevs av G.J. Keighery. Lambertia fairallii ingår i släktet Lambertia och familjen Proteaceae. Inga underarter finns listade i Catalogue of Life.